# ألف شارب
ألف شارب (بالإنجليزية: Alf Sharpe)‏ هو لاعب كرة قدم أمريكية أمريكي، ولد في 6 فبراير 1902 في ناشفيل في الولايات المتحدة، وتوفي في نوفمبر 1981.